# SCUMM
SCUMM (англ. Script Creation Utility for Maniac Mansion, язык создания сценариев для игры Maniac Mansion) — скриптовый язык, разработанный сотрудниками компании LucasArts (в то время Lucasfilm Games) для упрощения разработки новой графической приключенческой игры компании — Maniac Mansion.
Язык позволяет дизайнерам создавать локации, предметы и диалоги, не прибегая к языкам программирования общего назначения. Благодаря этому сценарии и ресурсы игры могут быть использованы в различных платформах. В SCUMM входят также различные подсистемы:
- iMUSE (Interactive MUsic Streaming Engine)
- INSANE (INteractive Streaming ANimation Engine)
- CYST (движок внутриигровой анимации)
- FLEM (размещение и именование объектов в помещении)
- MMUCUS

Существуют реализации SCUMM на множестве платформ: 3DO, Amiga, Apple II, Atari ST, CDTV, Commodore 64, Fujitsu Towns Marty, Apple Macintosh, NES, MS-DOS, Microsoft Windows, Sega Mega CD, TurboGrafx-16/PC Engine.

## История развития
Изначально SCUMM был написан Ариком Уилмундером и Роном Гилбертом в 1987 году, следующие версии дорабатывались Ариком Уилмундером (или SCUMM Lord) и другими.
Будучи разработкой для одной игры, SCUMM позднее был много раз переписан и задействован в квестах LucasArts. Известно о десяти версиях движка, начиная с «версии 0» (оригинальная версия для Maniac Mansion под Commodore 64), «версии 1», «версии 1.5» (для NES-версии Maniac Mansion) и заканчивая версией 8. Начиная с пятой версии в SCUMM появилась подсистема iMUSE, позволяющая плавно и незаметно изменять музыкальное оформление в зависимости от игрового состояния.
LucasArts прекратила разработку SCUMM в 1998 году, когда перешла на более современный движок GrimE.
Рон Гилберт после ухода из Lucas Arts в 1992 году основал компанию Humongous Entertainment и лицензировал SCUMM (на тот момент пятой версии) для разработки собственных игр для детей дошкольного возраста. Начиная с этого момента, движок разделился на две ветви — официальный от Lucas Arts и лицензированный Humongous, который разрабатывался вплоть до версии 11.

## Механизм
Игрок взаимодействует посредством персонажа, который имеет инвентарь, и объектами игрового мира с помощью различных управляющих директив-«глаголов» — огромного количества команд, накопленных из предыдущих игр, однако к The Curse of Monkey Island они были сведены к нескольким — «посмотреть», «использовать» (которая модифицируется в зависимости от контекста использования: поднять, надавить, притянуть и прочее) и «поговорить».
Взаимодействие с объектами осуществляется с помощью «глагола» и необходимого объекта — например, «использовать порох на пушке».
«Поговорить» вызывает последовательность диалогов, с помощью которых игрок, выбирая заранее определённый вариант, взаимодействует с другими персонажами.
Единственным исключением в этой системе является игра LOOM, которая не использует стандартное взаимодействие «глагол — объект», однако использует возможность диалогов.

## Игры на движке
| Название                                | Дата выхода | Версия движка | Платформа                        | Примечания                         |
| --------------------------------------- | ----------- | ------------- | -------------------------------- | ---------------------------------- |
| Maniac Mansion                          | 1987        | 0             | C64                              |                                    |
| Maniac Mansion                          |             | 1             | DOS                              | Original, портированная версия C64 |
| Zak McKracken and the Alien Mindbenders | 1988        | 1             | C64, DOS                         |                                    |
| Maniac Mansion                          |             | 1.5           | NES                              |                                    |
| Maniac Mansion                          |             | 2             | Amiga, DOS                       | Enhanced, переработанная версия    |
| Zak McKracken and the Alien Mindbenders |             | 2             | Amiga, Atari ST, DOS             | Enhanced, переработанная версия    |
| Indiana Jones and the Last Crusade      | 1989        | 3             | Amiga, DOS (EGA и VGA), FM Towns |                                    |
| Zak McKracken and the Alien Mindbenders |             | 3             | FM Towns                         |                                    |
| LOOM                                    | 1990        | 3             | Amiga, DOS (EGA)                 |                                    |
| The Secret of Monkey Island             | 1990        | 4             | Amiga, DOS (EGA и VGA)           |                                    |
| LOOM                                    |             | 4             | DOS (VGA)                        | Выход на компакт-диске             |
| The Secret of Monkey Island             |             | 5             | DOS (VGA)                        | Выход на компакт-диске             |
| Monkey Island 2: LeChuck's Revenge      | 1991        | 5             | Amiga, DOS (VGA)                 | Выход на компакт-диске             |
| Indiana Jones and the Fate of Atlantis  | 1992        | 5             | Amiga, DOS (VGA)                 |                                    |
| Day of the Tentacle                     | 25.06.1993  | 6             | DOS                              |                                    |
| Sam & Max Hit The Road                  | 1993        | 6             | DOS, Mac OS                      |                                    |
| Full Throttle                           | 30.04.1995  | 7             | DOS                              |                                    |
| The Dig                                 | 1995        | 7             | DOS, Mac OS                      |                                    |
| The Curse of Monkey Island              | 31.10.1997  | 8             | Windows                          |                                    |

## Открытая реализация
Ныне существует открытый проект ScummVM, разработавший свободный, портируемый, основанный на библиотеке SDL клиент для SCUMM. Благодаря ему множество игр, основанных на SCUMM, могут быть запущены на различных системах: Microsoft Windows, Apple Macintosh, iOS, BeOS, Haiku, GNU/Linux, Palm OS, PocketPC, Sega Dreamcast, Microsoft Xbox, Playstation 2, Playstation Portable, Nintendo DS, GameCube, Nintendo Wii, GP2x и Symbian, Openmoko, Bada, Android.